# Thelypteris larutensis
Thelypteris larutensis là một loài dương xỉ trong họ Thelypteridaceae. Loài này được Tagawa & K.Iwats. mô tả khoa học đầu tiên năm 1968.
Danh pháp khoa học của loài này chưa được làm sáng tỏ. 